# Idool
Idool war eine Castingshow in Belgien (Flandern), bei der es darum ging, den besten Sänger oder die beste Sängerin zu finden. Die Show basierte auf der britischen Erfolgsshow Pop Idol, in Deutschland besser bekannt als Deutschland sucht den Superstar (DSDS). Ausgestrahlt wurde die Sendung vom Fernsehsender VTM.
Sieger der insgesamt 4 Staffeln wurden Peter Evrard (2003), Joeri Fransen (2004), Dean Delannoit (2007) und Kevin Kayirangwa (2011). Doch auch andere Künstler wurden durch diese Show bekannt, so wie Danzel und Hadise.
Sämtliche Staffeln moderierten die Brüder Koen und Kris Wauters, die auch als Mitglieder der Gruppe Clouseau bekannt sind.
Im französischsprachigen Belgien gibt es bislang keine eigene „Pop Idol“-Adaption, in den letzten Jahren beteiligte sich der Fernsehsender Plug RTL am französischen Ableger Nouvelle Star.

## Jury
- Jan Leyers (2003–2004)
- Jean Blaute (2003–2011)
- Nina De Man (2003–2004)
- Bart Brusseleers (2003–2004)
- Vera Mann (2007)
- Herman Schueremans (2007)
- Bernard Carbonez (2007)
- Koen Buyse (2011)
- Wouter Van Belle (2011)
- Sylvia Van Driessche (2011)